# 공주 서혈사지
공주 서혈사지(公州 西穴寺址)는 대한민국 충청남도 공주시 웅진동에 있던 백제 시대의 서혈사 절 터이다. 1982년 12월 31일 충청남도의 기념물 제37호로 지정되었다.

## 개요
이 절터는 공주 웅진동 우뚝 솟은 망월산의 동쪽에 자리잡고 있다. 이곳에서 발견된 '서혈사(西穴寺)'라 적힌 기와와 백제의 전형적인 연꽃무늬 와당과 통일신라와 고려시대의 각종 기와류, 석탑부재, 초석 들로 보아 백제 때 지은 사찰로 추정된다.
서혈사터는 완만하게 경사진 밭을 3단계로 구분하여, 석축을 쌓고 지었던 것으로 보인다. 조사된 내용에 의하면 불도를 닦던 곳의 배치가 지형과는 관계없이 남쪽을 향해 탑, 불당과 함께 직선상에 놓았음을 알 수 있다.
이 절터와 관련이 있는 석굴사원은 자연적인 동굴을 이용하여 승려의 수도장으로 만든 것인데 크기는 길이 8m, 높이 4.5m, 폭 17m의 규모이다. 북쪽 벽에는 불상을 안치하였던 것으로 보이는 층대가 있다. 여기에서 발견된 통일신라시대 작품인 3구의 석조불상으로 미루어 보아 통일신라시대에 다시 지어진 것으로 보인다

## 참고 자료
- 공주서혈사지 - 국가유산청 국가유산포털